# Fontaine de Castalie
Pour les articles homonymes, voir Castalie (homonymie).
La fontaine de Castalie (en grec ancien : Κασταλίη) est une source située dans un ravin du site de Delphes, en Phocide. Elle jaillit au pied du mont Parnasse. 

## Présentation
Les pèlerins et les prêtres venaient s'y purifier avant d'aller consulter l'oracle. Ses abords sont fréquentés par les Muses, qui prenaient de là le nom de Castalides : elle donnait l'inspiration poétique à ceux qui buvaient de ses eaux sacrées.
Une des explications de son nom fait référence au mythe de la nymphe Castalie qui s'y serait précipitée pour échapper aux avances du dieu Apollon. 
Selon Hygin, la fontaine était gardée par un serpent qui fut tué par Cadmus.
Il existe actuellement deux fontaines sur le site du ravin de Castalie : une fontaine archaïque découverte en 1957 et une fontaine rupestre située plus en amont.

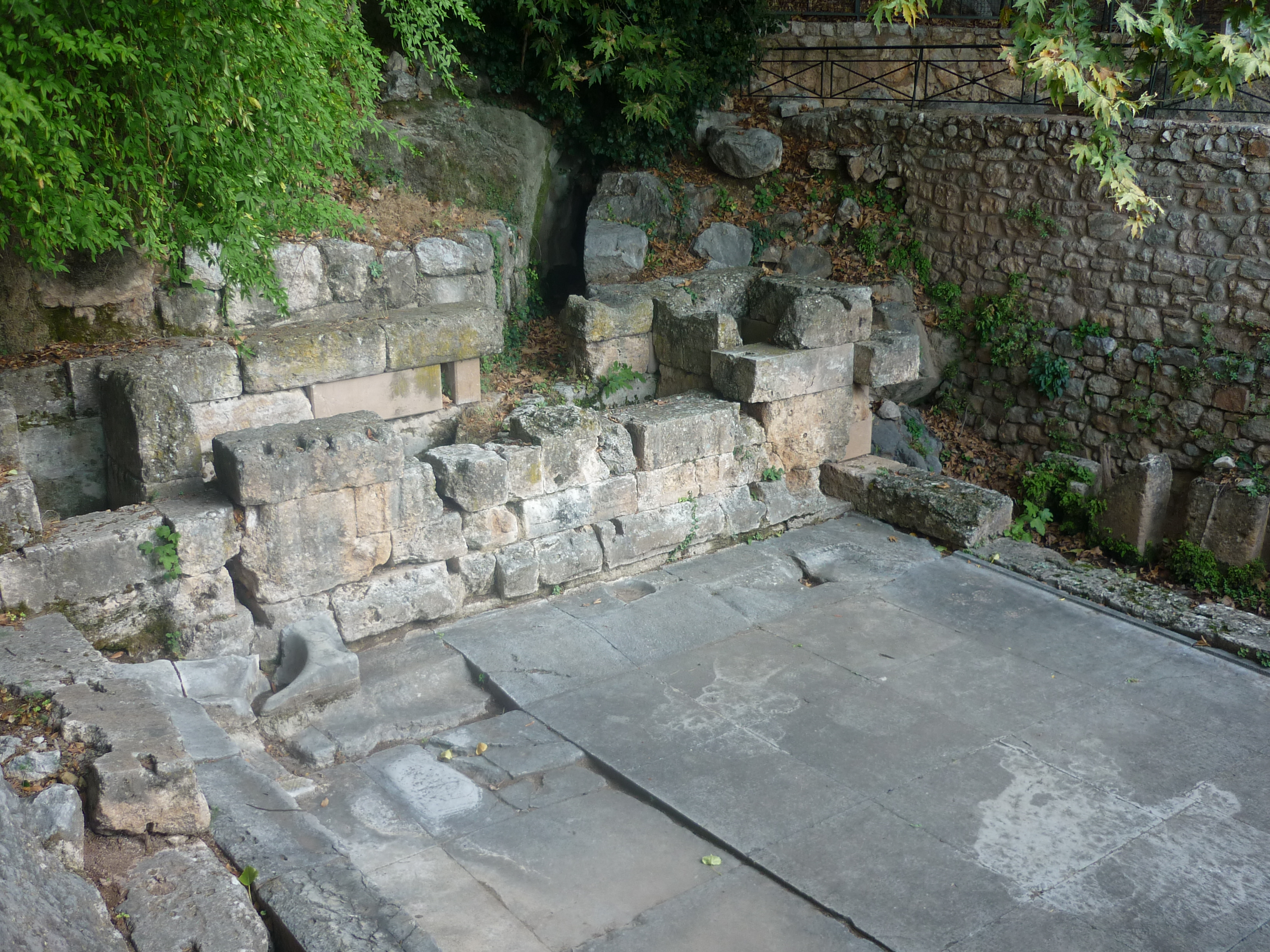
La fontaine archaïque.
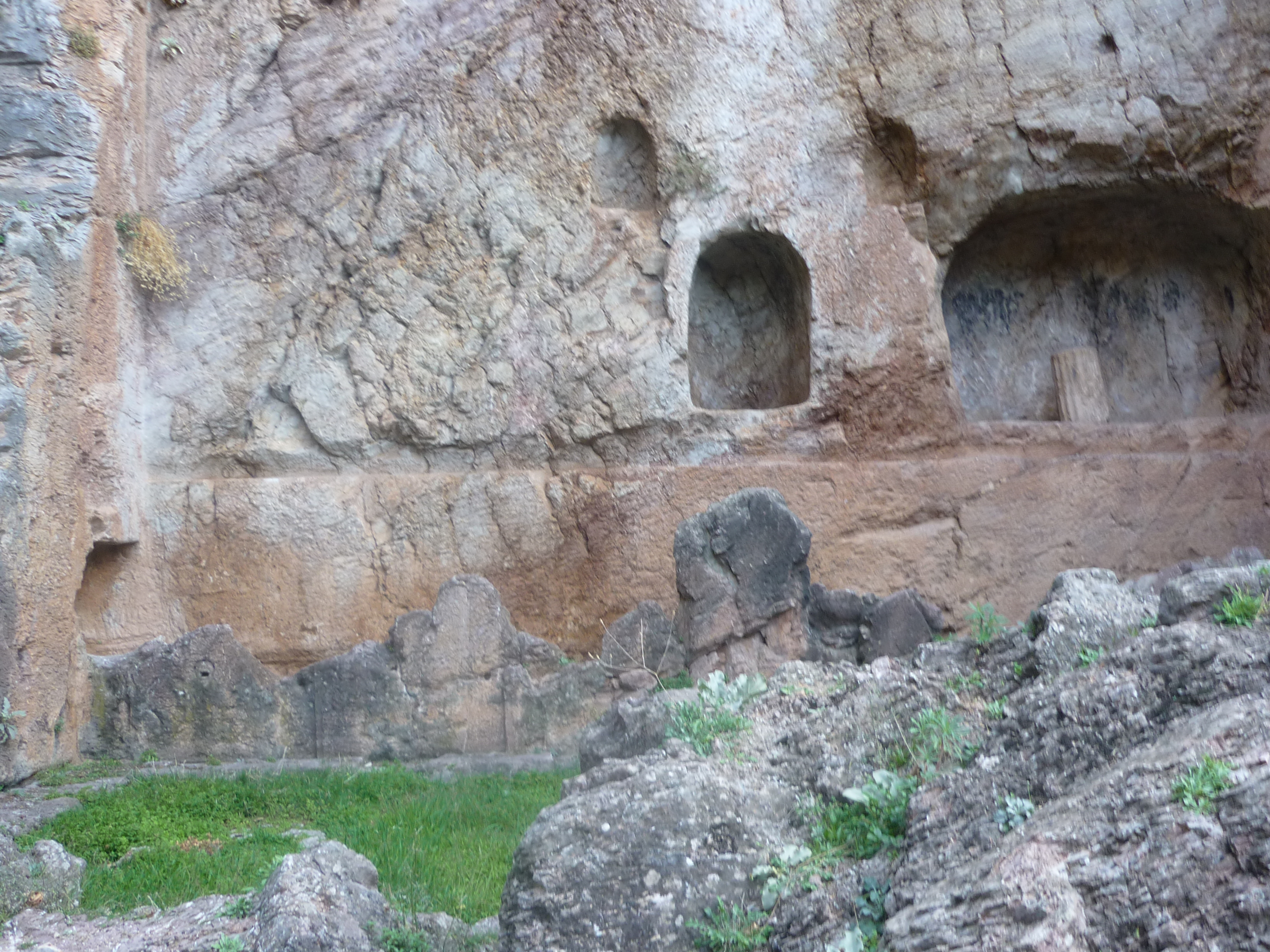
La fontaine rupestre.